# Psychotria subpallens
Psychotria subpallens är en måreväxtart som beskrevs av Spencer Le Marchant Moore. Psychotria subpallens ingår i släktet Psychotria och familjen måreväxter. Inga underarter finns listade i Catalogue of Life.